# Kyynelmys
Kyynelmys är en sjö i kommunen Savitaipale i landskapet Södra Karelen i Finland. Sjön ligger 95,3 meter över havet. Den är 15 meter djup. Arean är 68 hektar och strandlinjen är 7,42 kilometer lång. Sjön  ingår i Vuoksens huvudavrinningsområde.   Den ligger omkring 45 km väster om Villmanstrand och omkring 170 km nordöst om Helsingfors. I sjön finns ön Puntarsaari. 